# Henriette Adelheid von Savoyen

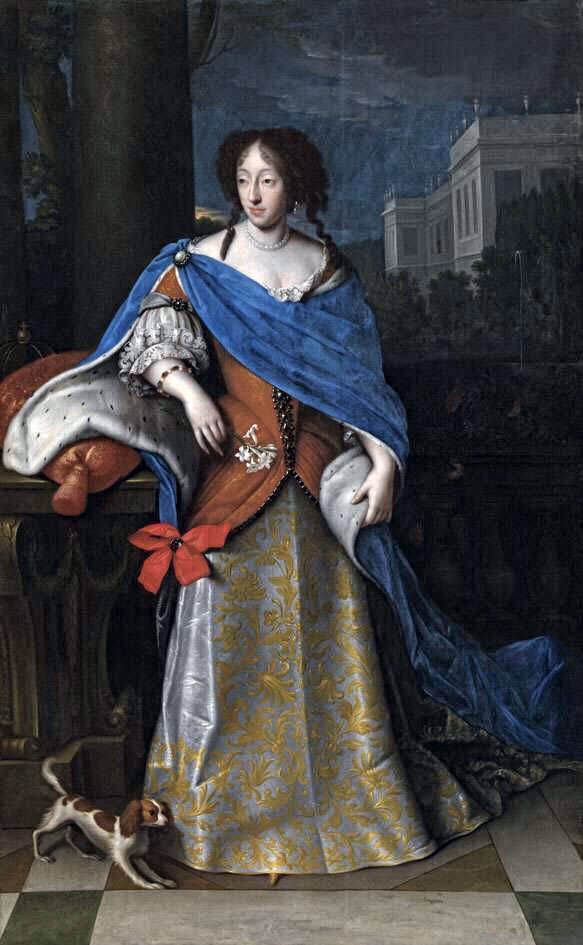
Paul Mignard, Prinzessin Henriette Adelheid von Savoyen, spätere Kurfürstin von Bayern, Alte Pinakothek

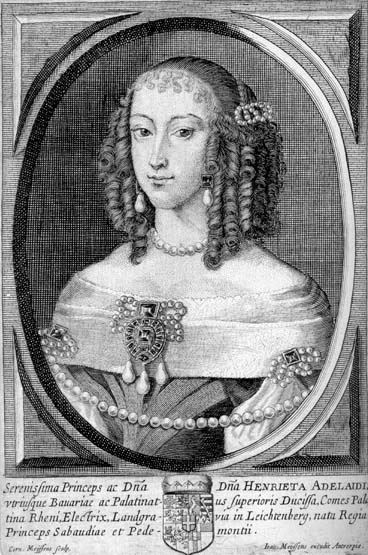
Henriette Adelheid von Savoyen

Prinzessin Henriette Adelheid Maria von Savoyen, Kurfürstin von Bayern (* 6. November 1636 in Turin; † 13. März 1676 in München), war durch Heirat Kurfürstin von Bayern.

## Leben
Henriette Adelaides Zwillingsschwester Katharina Beatrix (6. November 1636–26. August 1637) verstarb neun Monate nach der Geburt. Sie verlor ihren Vater Viktor Amadeus I. im Alter von einem Jahr. Ihre Mutter, die Regentin von Savoyen, Herzogin Christina von Savoyen, war die Tochter des französischen Königs Heinrich IV. und Schwester seines Nachfolgers Ludwig XIII.
Am 8. Dezember 1650 wurde sie im Dom zu Turin per procurationem feierlich mit dem bayerischen Thronfolger und späteren Kurfürsten Ferdinand Maria vermählt. Die Stelle des abwesenden Bräutigams nahm ihr Bruder Karl Emanuel II. ein.
Die Heirat ging letztlich auf eine Initiative Kardinal Mazarins zurück, der das Heiratsprojekt in einer Botschaft an die bayerischen Gesandten vorgeschlagen hatte, die sich 1647 am spanischen Hof aufhielten. Allerdings war die savoyische Heirat für beide Seiten nicht die erste Wahl. Die Mutter hatte lange Zeit eine Ehe Henriette Adelaides mit dem französischen Kronprinzen, dem späteren Sonnenkönig Ludwig XIV., angestrebt. Der Münchner Hof dagegen war an einer Braut interessiert, die nach Möglichkeit deutsch sprechen, auf jeden Fall aber katholisch sein sollte. Vor der Unterzeichnung des Ehepaktes am 14. Mai 1650 hatte der Münchner Hof umfangreiche Informationen über die savoyische Herzogsfamilie eingeholt und den Spion Ferdinando Egartner unter dem Decknamen Aloise Rizzi nach Turin geschickt. Dessen Geheimberichte, die u. a. die schon damals legendäre Schönheit Henriette Adelheids bestätigten, hatten den bayerischen Kurfürsten Maximilian I. dazu veranlasst, auf einer Heirat seines Sohnes mit Henriette Adelheid und nicht etwa ihrer Schwester Margherita zu bestehen.
Durch den Tod seines Vaters wurde Ferdinand Maria schon im Jahr nach der Hochzeit Kurfürst von Bayern und Henriette Adelheid damit Kurfürstin eines Landes, dessen Boden sie noch nie betreten hatte. Am 16. Mai 1652 brach sie mit einem Tross von 336 Pferden und 350 Packwagen in Richtung München auf, wo sie am 21. Juni eintraf. In Kufstein begegneten sich die Eheleute erstmals. Als Erkennungszeichen übergab Ferdinand ihr einen Brief ihrer Mutter. Am 25. Juni 1652 erfolgte in München die Eheschließung erneut.
Wegen der lang anhaltenden Kinderlosigkeit hielt sie sich 1659 samt Gefolge zur Kur in Bad Heilbrunn auf. Die Kur hatte Erfolg, und bis heute erinnert die 1832 so benannte Adelheidquelle an den Aufenthalt der Kurfürstin. 1663 gründete sie die Kongregation der Adeligen Dienerinnen Mariens.

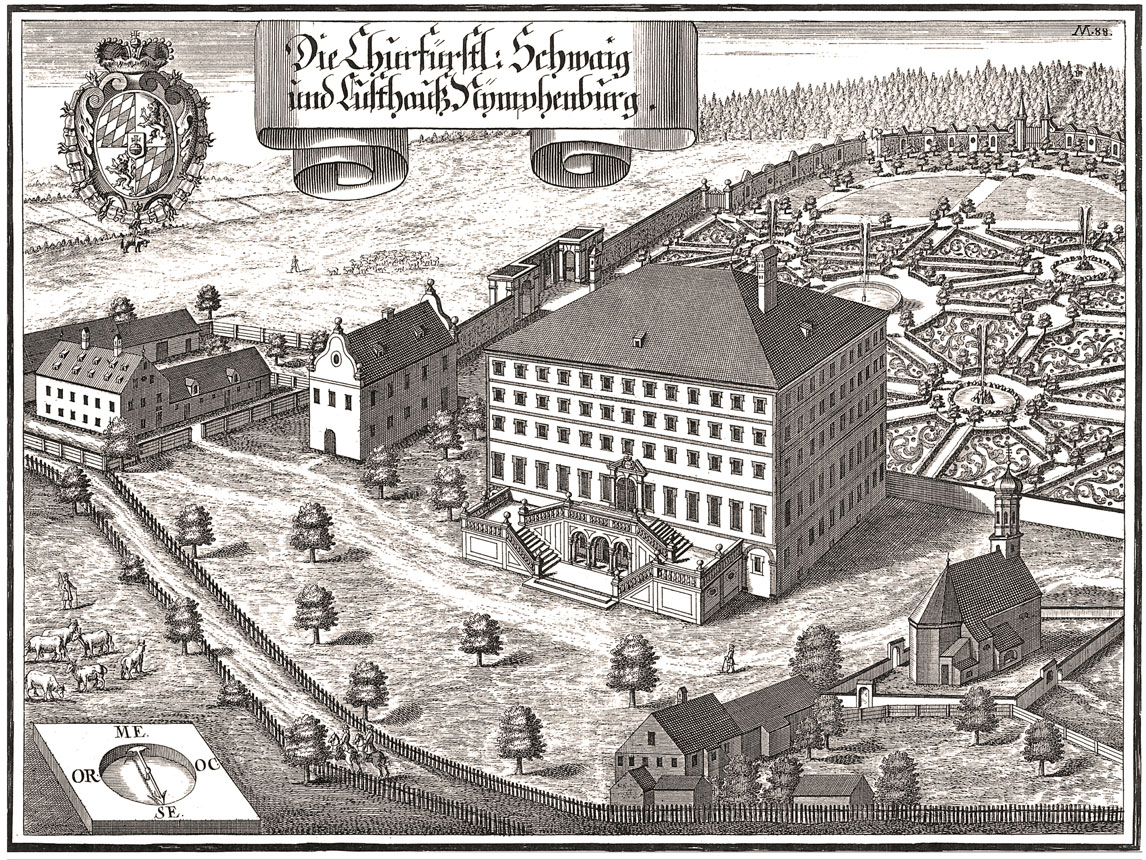
Die Churfürstl. Schwaig und Lusthauß Nymphenburg, Michael Wening, 1701.

Sarg von Henriette Adelheid in der Theatinerkirche

Adelheid war als Kurfürstin eine wichtige Beraterin ihres Ehemanns. Sie war wesentlich am Bau von Schloss Nymphenburg und der Theatinerkirche beteiligt und zog ausländische Künstler an den Münchner Hof.
Adelheid übte auch einen starken Einfluss auf die bayerische Politik zu Gunsten Frankreichs aus, der schließlich zu einem gegen die Habsburger gerichteten Bündnis zwischen Bayern und Frankreich führte. Die von ihr gestalteten Feste waren wegen ihrer Pracht berühmt, bis am 9. April 1674 ein verheerendes Feuer die Residenz zerstörte. Dabei rettete sie in Abwesenheit Ferdinands barfuß und unter Lebensgefahr ihre Kinder. Sie zog sich dabei eine Erkältung zu, die nach zweijährigem Leiden zu ihrem Tod führte.
Bestattet wurde sie in einem Sarg in der Fürstengruft in der von ihr miterbauten Theatinerkirche. Ebenfalls in der Gruft ruhen ihr Herz und ihre Eingeweide separat in einem Zinngefäß.
Adelheids Bibliothek kam nach ihrem Tod in die Bayerische Staatsbibliothek München.

## Nachkommen
1. Maria Anna Victoria (* 28. November 1660; † 20. April 1690), ⚭ 7. März 1680 in Châlons-sur-Marne Louis von Frankreich, Grand Dauphin (* 1. November 1661; † 14. April 1711)
2. Maximilian II. Emanuel (* 11. Juli 1662; † 26. Februar 1726), Kurfürst von Bayern ⚭ 15. Juli 1685 Maria Antonia, Erzherzogin von Österreich, ⚭ 2. Januar 1695 Therese Kunigunde, Prinzessin von Polen.
3. Luise Margarete Antonie (* 18. September 1663; † 10. November 1665)
4. Ludwig Amadeus Victor (* 6. April 1665; † 11. Dezember 1665)
5. Totgeburt (*/† 1666)
6. Kajetan Maria Franz (* 2. Mai 1670; † 7. Dezember 1670)
7. Joseph Clemens Kajetan (* 5. Dezember 1671; † 12. November 1723), Kurfürst von Köln.
8. Violante Beatrix (* 23. Januar 1673; † 29. Mai 1731) ⚭ 19. Januar 1689 in Florenz Ferdinand de’ Medici, Erbprinz der Toskana.